# Тянь Чэнпин
Тянь Чэнпин (кит. 田成平; род. январь 1945, Дамин, Хэбэй) — китайский политический и государственный деятель.
Министр труда и общественной безопасности КНР (2005—2008), секретарь партийных комитетов КПК провинций Шаньси (1999—2005) и Цинхай (1997—1999), председатель Постоянных комитетов Собраний народных представителей Шаньси (2003—2005) и Цинхай (1997—1999), губернатор провинции Цинхай (1992—1997).
Кандидат в члены ЦК КПК 14-го созыва, член Центрального комитета Компартии Китая 15, 16 и 17-го созывов.

## Биография
Родился в январе 1945 года в уезде Дамин, провинция Хэбэй.
В 1962 году принят на факультет гражданского строительства Университета Цинхуа. В апреле 1964 года вступил в Коммунистическую партию Китая. В феврале 1968 года окончил университет с дипломом по специальности «водоснабжение и водоотведение», после чего начал трудовую деятельность на военных мелиоративных сооружениях в городском уезде Хоцю, провинция Аньхой.
С мая 1970 года — начальник отдела пропаганды химического завода Шэнли. В январе 1973 года занял пост секретаря комитета Коммунистического союза молодёжи Китая Пекинского нефтехимического завода. В октябре 1974 года — заместитель секретаря партотделения нефтехимического завода «Прогресс» пекинской генеральной корпорации химической промышленности «Яньшань», в сентябре 1983 года — замсекретаря партотделения той же корпорации.
В октябре 1984 года назначен секретарём парткома КПК пекинского района Сичэн.
В феврале 1988 года занял пост заместителя секретаря парткома КПК провинции Цинхай. В ноябре 1992 года — вице-губернатор провинции Цинхай, временно исполняющий обязанности губернатора и первый по перечислению заместитель секретаря парткома КПК провинции. Утверждён в должности губернатора в январе 1993 года. В феврале 1997 года назначен на высшую региональную позицию секретарём парткома КПК провинции Цинхай, в январе следующего года одновременно возглавил Постоянный комитет цинхайского Собрания народных представителей.
В июне 1999 года переведён секретарём парткома КПК провинции Шаньси, в января 2003 года дополнительно занял пост председателя Постоянного комитета Собрания народных представителей Шаньси.
В июне 2005 года утверждён в должности министра труда и социального обеспечения КНР.
С марта 2008 по октябрь 2014 года — заместитель главы Руководящей группы по сельским делам.